# Kiss the Bride
Kiss the Bride es una película de 2002 sobre una familia italiana, dirigida por Vanessa Parise. La película tiene lugar en Westerly, Rhode Island, la ciudad natal de la productora/ escritora/ actriz/ directora Parise.

## Argumento
La historia se centra alrededor de una tradicional familia de italoestadounidenses con cuatro hijas con personalidades completamente diferentes. Danni, una de las hermanas, está a punto de ser la primera de las hermanas en pasar por el altar. Eso sucederá, si sus tres hermanas no lo detienen. Niki, Chrissy y Toni vuelven a casa para el reencuentro familiar, el cual finalmente se convierte en un concurso de quién puede con el otro. Niki trae a su novio judío, la lesbiana Toni va acompañada por su novia Amy, y Chrissy, quién está demasiado ocupada para un novio, trae su nuevo Porsche. Las hermanas anhelan la aprobación y amor de su dominante padre.

## Reparto
- Amanda Detmer - Danisa 'Danni' Sposato
- Brooke Langton - Nikoleta 'Niki' Sposato
- Monet Mazur - Antonia 'Toni' Sposato
- Vanessa Parise - Christina 'Chrissy' Sposato
- Sean Patrick Flanery - Tom Terranova
- Johnathon Schaech - Geoffrey 'Geoff' Brancato
- Alyssa Milano - Amy Kayne
- Johnny Whitworth - Marty Weinberg
- Talia Shire - Irena Sposato
- Burt Young - Santo Sposato